# Y’all

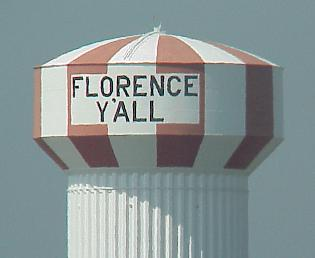
Wieża ciśnień Florence Y’all w Florence w stanie Kentucky

Y’all (wym. UK: /jɔːl/, USA: /jɑːl/; ang. „wy wszyscy”) – w języku angielskim forma ściągnięta od you i all (niekiedy pisane łącznie jako you-all). Y’all funkcjonuje  zasadniczo jako zaimek drugiej osoby liczby mnogiej, jednak kwestia jego stosowania wyłącznie jako formy liczby mnogiej stała się tematem wieloletnich sporów i dyskusji lingwistycznych. Forma ta jest silnie kojarzona z południowymi odmianami angielszczyzny amerykańskiej, jak również z innymi dialektami takimi jak angielszczyzna afroamerykańska oraz z formą angielszczyzny południowoafrykańskiej używaną przez osoby pochodzenia hinduskiego.

## Etymologia
Y’all powstało jako forma ściągnięta od you-all. Forma ta po raz pierwszy pojawiła się w XIX wieku na południu Stanów Zjednoczonych, a po raz pierwszy odnotowano ją w 1824 roku. Brakuje informacji na temat wielu aspektów pochodzenia tego wyrazu; nie istnieje m.in. żadne opracowanie, które wyjaśniałoby, czy słowo to zaczęło być używane przez Afroamerykanów na południu czy przez białych imigrantów. Jedna z teorii głosi, że termin ten wywodzi się od wyrażenia ye aw, funkcjonującgo we wczesnym dialekcie ulsterskim. Imigranci pochodzenia irlandzko-szkockiego, którzy podróżowali do południowych stanów bardzo często używali tego wyrażenia. Część zebranych danych wskazuje, że forma y’all mogła wyewoluować z ye aw dzięki afrykańskim niewolnikom, którzy najprawdopodobniej przyswoili sobie ten element językowy . Inna teoria głosi, że y’all jest kalką z kreolskich języków gullah oraz karaibskiej angielszczyzny, która potem pojawiła się we wczesnych odmianach angielszczyzny afroamerykańskiej. Forma y’all jest rodzimych tworem, to jest znajduje swoje źródło w rodzimych procesach gramatycznych i morfologicznych, a nie w naleciałościach innych dialektów angielszczyzny.
Występują również inne warianty pisowni tego wyrazu: ya'll oraz yall, przy czym forma y’all jest najbardziej rozpowszechniona, będąc dziesięć razy bardziej popularną niż ya'll. Rzadziej spotykane odmiany zapisu to yawl oraz yo-all.

## Cechy językowe

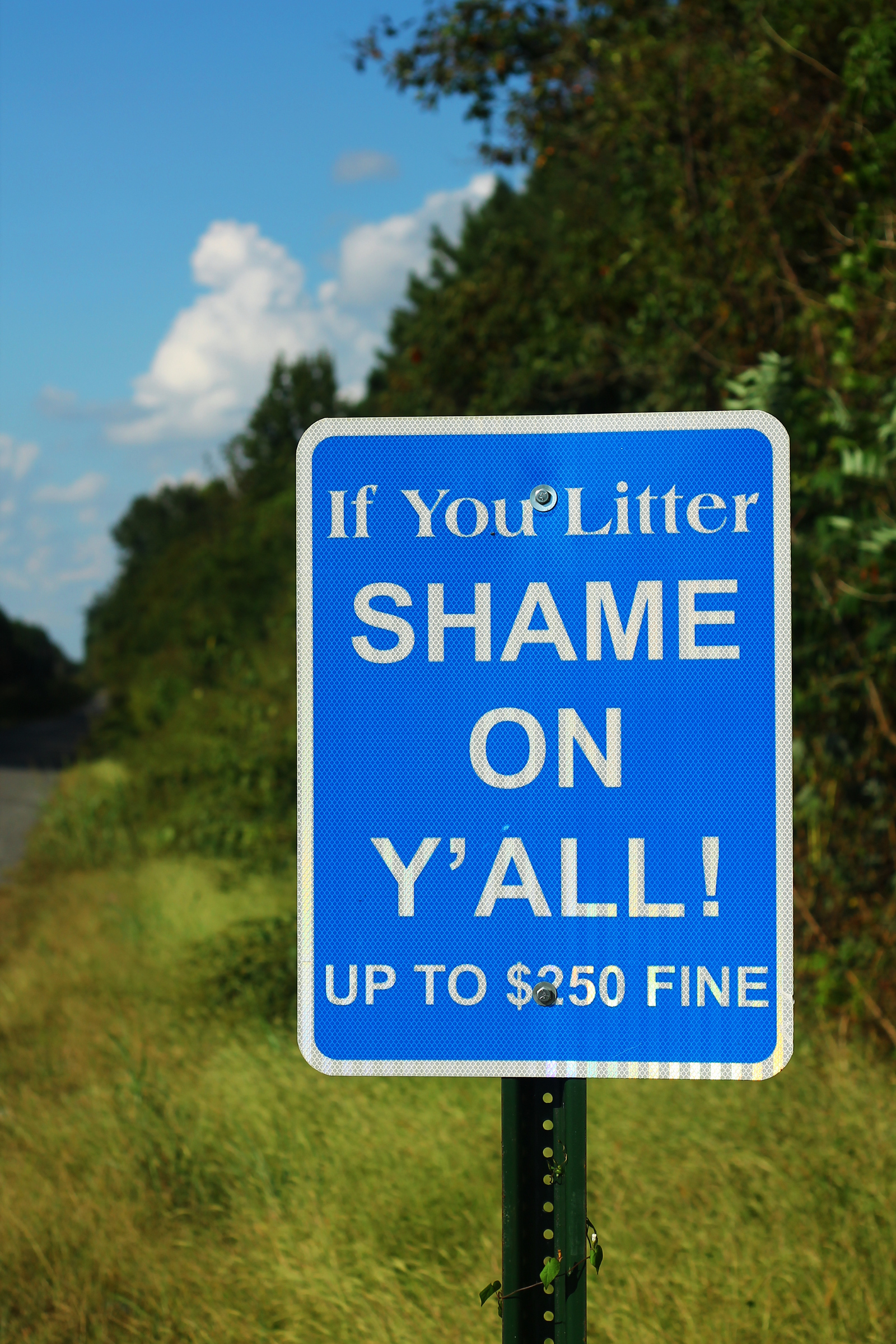
Użycie y’all na tablicy informacyjnej w Huntsville w stanie Alabama. Napis głosi: „Jeśli śmiecicie, WSTYDŹCIE SIĘ! Grzywna do 250 dolarów”

Źródła formy y’all doszukuje się na etapie złączenia się drugiej osoby liczby pojedynczej („thou”) i mnogiej („ye”) w języku wczesnonowoangielskim. Tym samym y’all miało wypełnić lukę powstałą w wyniku braku osobnego zaimka dla drugiej osoby liczby mnogiej w angielszczyźnie standardowej. Zaimek y’all uchodzi za nietypowy, ponieważ akcentowana forma you-all, od której się wywodzi, staje się nieakcentowana.
Y’all może pełnić kilka funkcji gramatycznych – funkcjonuje np. jako zaimek zbiorowy („do y’all have any money?”) lub zaimek nieokreślony („y’all are here”) .
Językoznawca Raymond Hickey podaje również, że y’all służy w pewnych kontekstach do wyrażenia „zażyłości” oraz „solidarności” z rozmówcą. Jako forma liczby pojedynczej y’all może służyć okazaniu życzliwości wobec adresata. Tak użyte angielskie y’all odróżnia się zatem od praktyki panującej w językach takich jak francuski, niemiecki czy rosyjski, gdzie liczba mnoga nadaje wypowiedzi oficjalny i formalny ton.

### Y’allw liczbie pojedynczej
Od wielu lat, wśród użytkowników tej formy i profesjonalnych gramatyków, toczy się debata, czy zwrot y’all odnosi się wyłącznie do liczby mnogiej. Spór ten sięga do końca XIX wieku i problematykę tę od tego czasu bardzo często porusza się w literaturze lingwistycznej. Mimo że wielu mieszkańców południowych stanów preferuje używanie y’all wyłącznie w liczbie mnogiej, wiadomo, że zaimek ten używany jest również w funkcji liczby pojedynczej, w szczególności poza obszarami południowych stanów.
Henry Louis Mencken ustalił, że zaimki y’all i you-all odnoszą się przeważnie do liczby mnogiej, jednak również on przyznał, że wyrażenia te bywają również stosowane jako formy liczby pojedynczej. Stwierdził, że y’all w liczbie mnogiej jest:

podstawowym dogmatem na Południu Stanów Zjednoczonych (…) Niemniej jednak, było to wielokrotnie kwestionowane ze znacznym wykazaniem dowodów. Niewątpliwie, dziewięćdziesiąt dziewięć razy na sto, you-all sygnalizuje liczbę mnogą – bezpośrednie lub nie – a zatem, używane do pojedynczej osoby oznacza „Ty i twoi znajomi” lub coś podobnego, ale ten setny raz, możliwe jest odkrycie dodatkowego znaczenia.

### Formy dzierżawcze
Istnieje również dzierżawcza forma zaimka y’all pisana najczęściej jako y’all's, jednakże z powodu braku ustandaryzowanej pisowni można spotkać się z wieloma wariacjami tego wyrazu, w tym: y’alls, y’all's, y’alls's, you all's, your all's oraz all of y’all's.

### Formaall y’all
Niektórzy użytkownicy angielszczyzny używają form all y’all, all of y’all i alls y’all na określenie większej grupy osób niż sugerowałoby samo y’all, jednakże w niektórych południowych regionach Stanów Zjednoczonych warianty te są postrzegane jako niepoprawne i nadmiarowe. Forma all y’all bywa także używana w celu wzmocnienia wypowiedzi.

### Wymowa
Słownik Cambridge podaje wymowę y’all jako /jɑːl/, która jest zgodna z transkrypcją fonetyczną dla ustandaryzowanej angielszczyzny amerykańskiej (tzw. General American). Amerykański słownik Merriam-Webster podaje transkrypcję zgodną z bardziej południowym dialektem, czyli tam, gdzie y’all jest najczęściej stosowane, mianowicie /jɔːl/. W amerykańskiej angielszczyźnie długość samogłoski (reprezentowana znakiem ː) nie jest wartością fonemiczną, dlatego nie jest ona zaznaczona w transkrypcji Merriam-Webster. Niewielkie różnice w wymowie związane są ze zjawiskiem defonologizacji głosek /ɔ/ i /ɑ/, które w amerykańskiej odmianie angielskiego, dla wielu rodzimych użytkowników języka, tracą swoją dystynktywność (tzw. cot–caught merger).

## Użycie regionalne

### Stany Zjednoczone
Y’all uważane jest za „jedną z najbardziej charakterystycznych cech gramatycznych” południowej odmiany języka angielskiego w Stanach Zjednoczonych, jak również jego jedną z najważniejszych cech. Osoby, które przeprowadziły się na Południe z innych rejonów kraju często przyswajają użycie y’all, nawet gdy nie przyswajają innych cech . Poza południowymi terenami Stanów Zjednoczonych, y’all jest ściśle powiązane z afroamerykańską odmianą języka angielskiego. Afroamerykanie przyjęli południową angielszczyznę i podczas masowej emigracji na północ w XIX wieku, część cech językowych powędrowała razem z nimi, w tym y’all, które w społecznościach afroamerykańskich poza południem jest szczególnie widocznie.
Użycie y’all jako głównego zaimka dla drugiej osoby liczby mnogiej nie jest upowszechnione na całym obszarze południa Stanów Zjednoczonych. Na przykład w dialektach z Ozark i Great Smoky Mountains dominuje forma you'uns – forma ściągnięta od you ones. Na południu funkcjonują również inne formy tego zaimka, jak na przykład you guys.
W 2003 roku wydział językoznawstwa na Uniwersytecie Harvarda przeprowadził ankietę dotyczącą dialektów używanych na terenie całych Stanów Zjednoczonych. Jednym z pytań było pytanie o to „jakiego słowa/jakich słów używasz, by zwrócić się do dwóch lub więcej osób?”. Y’all padło jako odpowiedź w każdym stanie, przy czym najwięcej osób (ponad 85%) udzieliło takiej odpowiedzi w Missisipi, a najmniej (poniżej jednego procenta) w Dakocie Północnej.

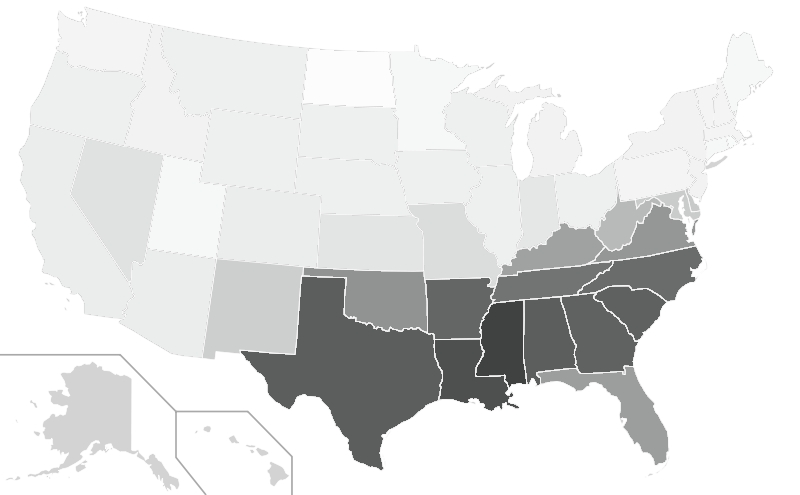
Częstotliwość użycia y’all w odniesieniu do wielu ludzi. Opracowano na podstawie ankiety dotyczącej dialektów w Stanach Zjednoczonych

| \| Alaska \| Alabama \| Arkansas \| Arizona \| Kalifornia \| Kolorado \| Connecticut \| Waszyngton \| Delaware \| Floryda \| \| ------------------- \| ----------------- \| ----------- \| --------- \| ---------- \| --------- \| ----------- \| ----------------- \| --------------- \| ------------------ \| \| 8,89% \| 72,81% \| 69,17% \| 7,18% \| 6,80% \| 6,78% \| 3,04% \| 18,52% \| 20,93% \| 41,49% \| \| Georgia \| Hawaje \| Iowa \| Idaho \| Illinois \| Indiana \| Kansas \| Kentucky \| Luizjana \| Massachusetts \| \| 71,15% \| 12,28% \| 5,22% \| 5,34% \| 6,05% \| 8,81% \| 9,80% \| 39,00% \| 79,30% \| 3,55% \| \| Maryland \| Maine \| Michigan \| Minnesota \| Missouri \| Missisipi \| Montana \| Karolina Północna \| Dakota Północna \| Nebraska \| \| 20,52% \| 2,94% \| 4,50% \| 2,74% \| 13,44% \| 85,47% \| 3,24% \| 66,13% \| 0,88% \| 5,08% \| \| New Hampshire \| New Jersey \| Nowy Meksyk \| Nevada \| Nowy Jork \| Ohio \| Oklahoma \| Oregon \| Pensylwania \| Rhode Island \| \| 4,42% \| 5,35% \| 19,30% \| 10,94% \| 5,24% \| 6,46% \| 46,35% \| 6,43% \| 4,08% \| 2,00% \| \| Karolina Południowa \| Dakota Południowa \| Tennessee \| Teksas \| Utah \| Wirginia \| Vermont \| Waszyngton \| Wisconsin \| Wirginia Zachodnia \| \| 71,83% \| 6,25% \| 62,15% \| 73,03% \| 3,03% \| 44,03% \| 3,95% \| 4,21% \| 6,33% \| 28,33% \| \| Wyoming \| \| \| \| \| \| \| \| \| \| \| 5,88% \| \| \| \| \| \| \| \| \| \| |                   |             |           |            |           |             |                   |                 |                    |
| Alaska | Alabama           | Arkansas    | Arizona   | Kalifornia | Kolorado  | Connecticut | Waszyngton        | Delaware        | Floryda            |
| 8,89% | 72,81%            | 69,17%      | 7,18%     | 6,80%      | 6,78%     | 3,04%       | 18,52%            | 20,93%          | 41,49%             |
| Georgia | Hawaje            | Iowa        | Idaho     | Illinois   | Indiana   | Kansas      | Kentucky          | Luizjana        | Massachusetts      |
| 71,15% | 12,28%            | 5,22%       | 5,34%     | 6,05%      | 8,81%     | 9,80%       | 39,00%            | 79,30%          | 3,55%              |
| Maryland | Maine             | Michigan    | Minnesota | Missouri   | Missisipi | Montana     | Karolina Północna | Dakota Północna | Nebraska           |
| 20,52% | 2,94%             | 4,50%       | 2,74%     | 13,44%     | 85,47%    | 3,24%       | 66,13%            | 0,88%           | 5,08%              |
| New Hampshire | New Jersey        | Nowy Meksyk | Nevada    | Nowy Jork  | Ohio      | Oklahoma    | Oregon            | Pensylwania     | Rhode Island       |
| 4,42% | 5,35%             | 19,30%      | 10,94%    | 5,24%      | 6,46%     | 46,35%      | 6,43%             | 4,08%           | 2,00%              |
| Karolina Południowa | Dakota Południowa | Tennessee   | Teksas    | Utah       | Wirginia  | Vermont     | Waszyngton        | Wisconsin       | Wirginia Zachodnia |
| 71,83% | 6,25%             | 62,15%      | 73,03%    | 3,03%      | 44,03%    | 3,95%       | 4,21%             | 6,33%           | 28,33%             |
| Wyoming |                   |             |           |            |           |             |                   |                 |                    |
| 5,88% |                   |             |           |            |           |             |                   |                 |                    |